# Iván Barton
Iván Arcides Barton Cisneros (Santa Ana, 27 gennaio 1991) è un arbitro di calcio salvadoregno.

## Biografia
Nato a Santa Ana nel 1991 si è laureato in chimica all'Università di El Salvador e ha insegnato chimica organica nella stessa università.

## Carriera
Dal 2018 è arbitro internazionale di calcio. Nel 2018 ha arbitrato al campionato nordamericano Under-20.
Nel 2019 dirige tre incontri della CONCACAF Gold Cup, tra cui la semifinale tra Giamaica e Stati Uniti e tre incontri del campionato mondiale under 17 in Brasile, tra cui la semifinale tra Francia e Brasile. Nel luglio-agosto 2021 arbitra due partite (Brasile - Germania 4-2 e Giappone - Francia 4-0) al torneo calcistico dei Giochi Olimpici di Tokyo 2020.
Nel maggio 2022 viene selezionato ufficialmente dalla FIFA per i mondiali di Qatar 2022.